# Andreas Mies
Andreas Mies (født 21. august 1990 i Köln) er en tysk professionel tennisspiller. 
Han vandt finalen i herredouble i French Open 2019 sammen med landsmanden Kevin Krawietz.